# Exocentrus vagemaculatus
Exocentrus vagemaculatus là một loài bọ cánh cứng trong họ Cerambycidae.